# Nõva (gemeente)
Nõva (Estisch: Nõva vald) was een gemeente in de Estlandse provincie Läänemaa. De gemeente telde 349 inwoners (1 januari 2017) en had een oppervlakte van 129,7 km². In oktober 2017 werd Nõva bij de fusiegemeente Lääne-Nigula gevoegd.
De landgemeente telde acht dorpen, waaronder de hoofdplaats Nõva.

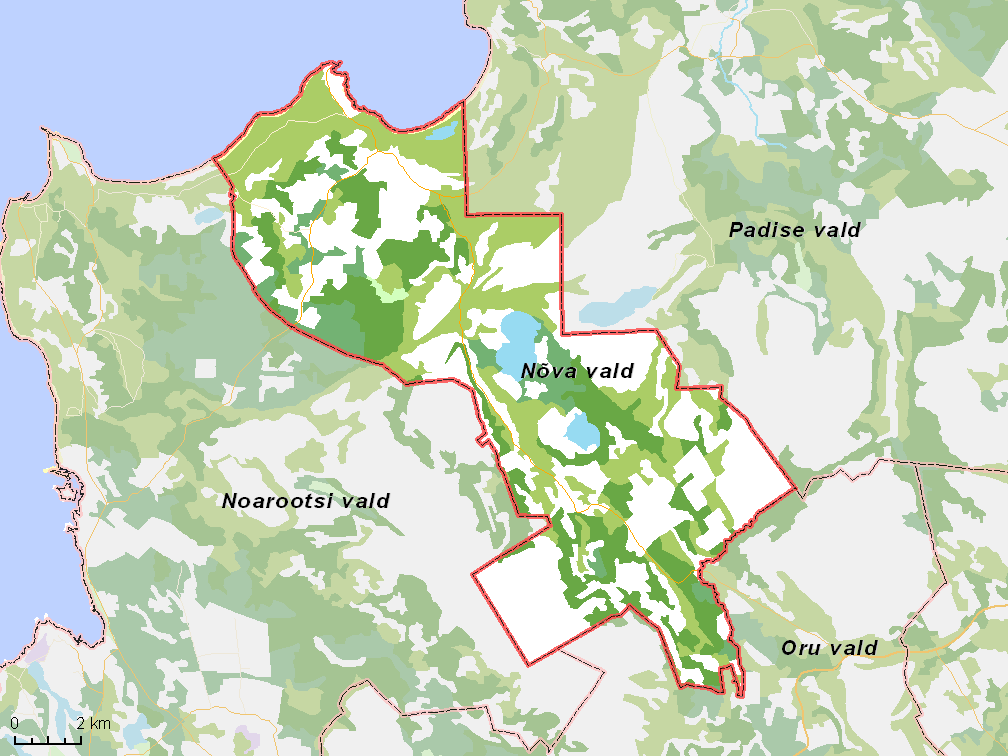
De gemeente met omliggende gemeenten, situatie begin 2013